# Csehi
Csehi is een plaats (község) en gemeente in het Hongaarse comitaat Vas. Csehi telt 308 inwoners (2001).